# Paralcis punctata
Paralcis punctata là một loài bướm đêm trong họ Geometridae.